# マンガン乾電池

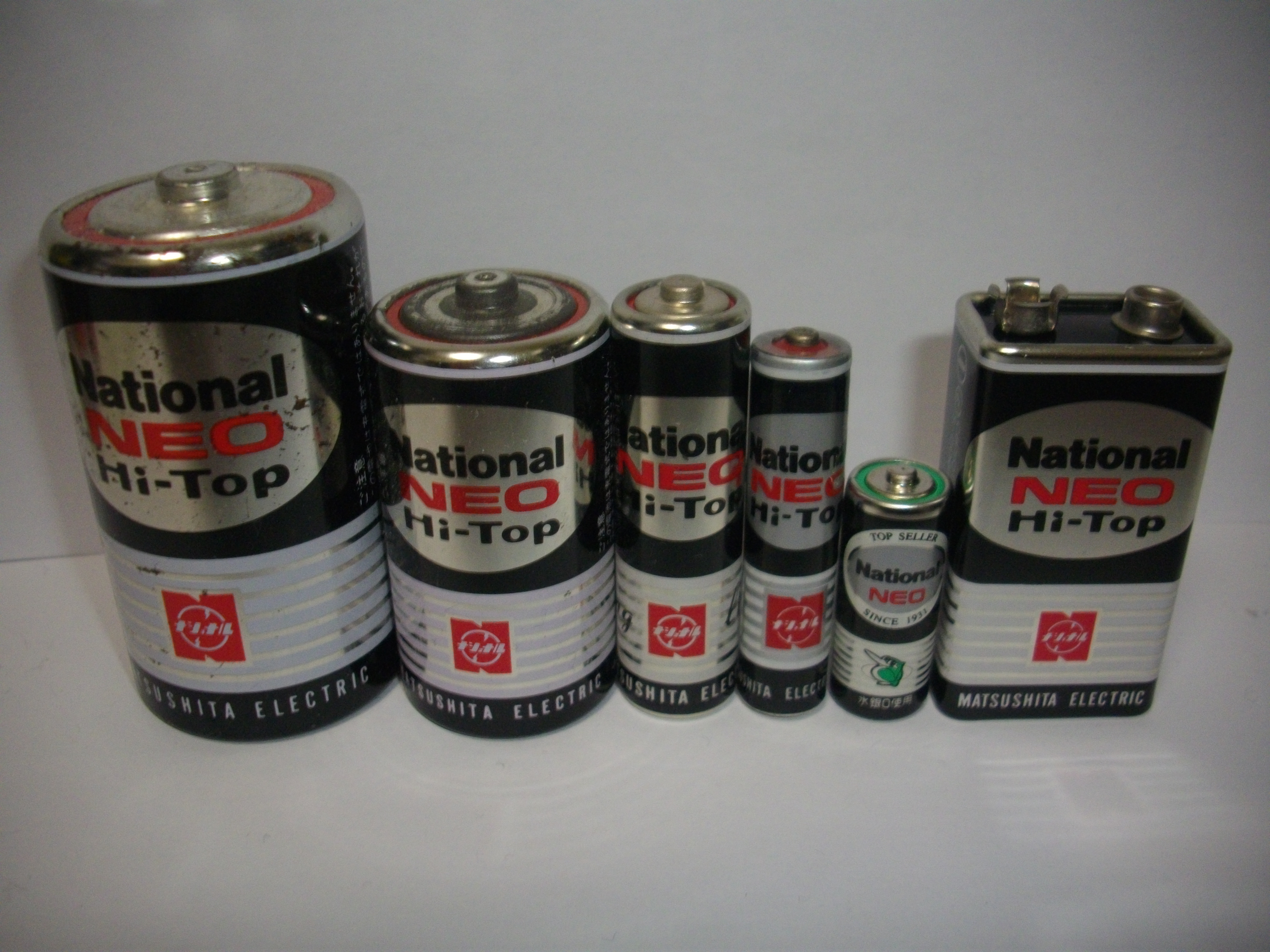
単1から単5の円筒型、及び9V角形のマンガン乾電池（PU型）

マンガン乾電池（マンガンかんでんち）は一次電池の一種で、正極の減極剤（復極剤）として二酸化マンガンを用いたものである。ルクランシェ電池を改良したもの。
英語では「Zinc-carbon battery：亜鉛-炭素電池」と呼称され、「Zinc-carbon battery (or "heavy duty")：亜鉛-炭素電池（高耐久型）」とも呼称される。

## 構造
電池の構成としては、正極兼減極剤として二酸化マンガン、負極に亜鉛、電解液に塩化亜鉛を用いている。現在、日本国内で流通している製品の大部分は塩化亜鉛を用いているが、現在も青マンガンや緑マンガンは塩化アンモニウムを使用している。この塩化亜鉛は二酸化マンガンと混合された黒色のペースト状で容器の中に充填されている。なお、正極側の炭素棒は集電棒とも呼ばれ、反応には関与しない。
塩化アンモニウムを使用したマンガン電池は「EMDタイプ2(EMD Type2)」と呼ばれ、塩化アンモニウムの多くを、もしくは全てを塩化亜鉛に置き換えたマンガン電池は「EMDタイプ3(EMD Type3)」と呼ばれる。EMDタイプ2型は減極剤を圧力で固めた後、亜鉛缶に入れる際に周囲をでんぷんのり状にした電解液で覆ったり、液体の電解液をガーゼなどの布に含浸させたものを減極剤に巻いて亜鉛缶に挿入する。EMDタイプ3型は減極剤の回りをペースト状にした電解液を含浸させた紙を巻き、亜鉛缶に挿入する(ペーパーランド方式)。EMDタイプ2型は電池を使用するにつれて化学反応で水が発生し、後述の簡易な外装も相まって液漏れが発生しやすい。EMDタイプ3型は化学反応で水を消費することと、頑丈な外装によって液漏れの発生は少なくなっている。

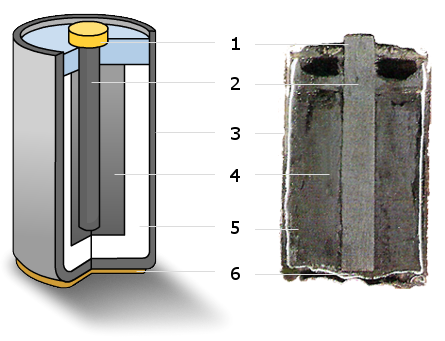
マンガン乾電池の内部構造 1.正極端子 2.集電体（炭素棒） 3.負極（亜鉛） 4.正極（二酸化マンガン） 5.電解液（塩化亜鉛・塩化アンモニウム） 6.負極端子
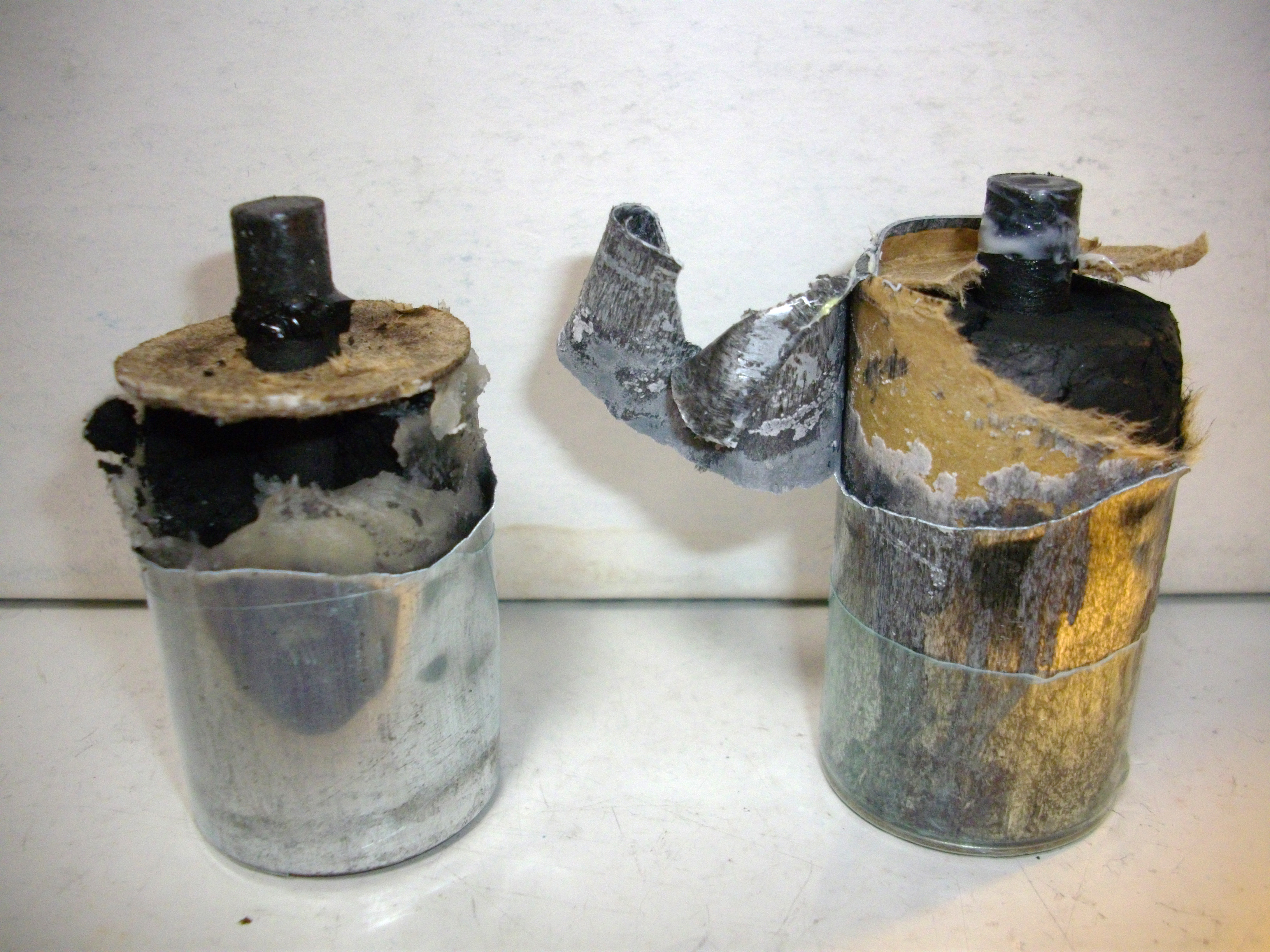
左：EMDタイプ2（NH4Cl）型。でんぷん糊状の電解液。 右：EMDタイプ3（ZnCl2）型。ペーパーランドセパレーター方式。

## 性質と種類
近年の日本では流通量が減っているが、乾電池の一般的な種類であり、円筒形（単1 - 単5）、角型 (6F22) など、各形状（サイズ）が生産される。アルカリマンガン乾電池(アルカリ乾電池)に比べると容量が少ないが、しばらく休ませると電圧を回復する性質を持つ。また、市販価格はアルカリ乾電池の半分程度である。このため、負荷電流が比較的小さいリモコンや電気時計など、また間欠的に使用するガスコンロやストーブの点火ヒーター、懐中電灯、ラジオなどの用途に適している。また、液漏れしてもアルカリ乾電池より毒性の低い「弱酸性の電解液」であるため玩具にも使用される事があるが、当然目などに入れば危険である。技術的にアルカリ乾電池の進化が大きい（液漏れ対策も研究されている）ため、昔とは違い、アルカリ乾電池よりマンガン乾電池の方が液漏れに強いとは言えなくなっている。
角型のものは積層電池であり、内部で小型の電池が複数直列に接続されている。これらの電池の電圧 (V) は、内蔵している電池の数×1.5となる。マンガン乾電池の積層電池として、ほぼ唯一現存している6F22（en:Nine-volt battery）では、6個の小型電池(F22)が内蔵されていて計9Vとなっている。
かつては4AAという単3形電池（AA）が4つ内蔵された6Vのものもあった。以前はラジオのB電池用である積層高電圧電池（22.5V〜90V）やストロボフラッシュ用積層電池（15V〜430V）が製造されていたが2018年現在、これらの積層電池の製造は終息しつつある。
また平角3号（FM-3）、平角5号（FM-5）、正角1号（SM-1）といった第二次大戦前に日本標準規格にて規格化されていた大型電池も存在していた。これらは単1、単2といった電池が規格化される以前に灯火、無線通信用として使われていた。2018年現在は平角3号および平角5号のみ通信用乾電池として製造販売が行われているがマンガン乾電池からアルカリ乾電池へ置き換わりつつある。2018年現在の主な用途は家庭のベル用、電信機、科学実験、模型用グローエンジンの始動用である。
これらの大型電池には特殊な仕様として電気柵電源用、工事警告灯用もある。
一般に市販されているマンガン乾電池にはランクがあり、標準(S)を緑色、高容量(C)を青色、高出力(P)を赤色、超高性能(PU)を黒色として区別される。
マンガン乾電池はアルカリ乾電池より軽いが、その中でも、ランクによる重量差があり、例えば黒より赤の方が軽い。これは、マンガン乾電池のランク分けで減極剤である二酸化マンガンの量や、電解液の成分を変えているためである。また、金属外装、熱収縮チューブ外装、紙巻き外装等の外装方法でも重さが変わる。基本的にランクが低いほど、外装も簡易になるためである。

## 外装方法

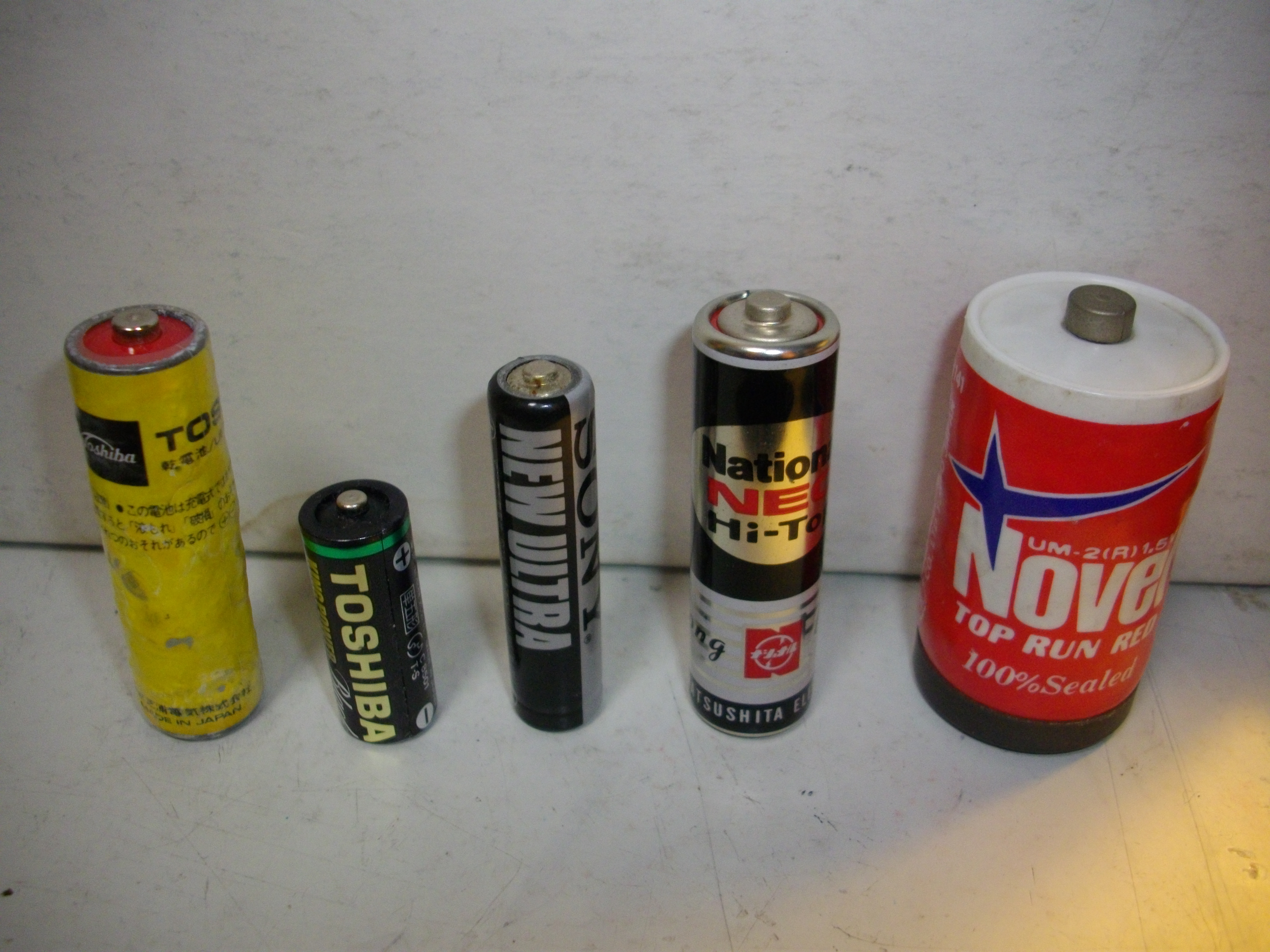
左から紙巻外装、シール外装、PVC熱収縮外装、金属外装、樹脂外装

マンガン乾電池の外装方法は他の電池と異なり多くの種類がある。古くはボール紙で巻いただけの外装であった。マイナス極も亜鉛缶がむき出しで、液漏れに対する能力はなく、1960年頃まで多く使用されていたEMDタイプ2型は液漏れで機器を濡損させることがままあった。また、ボール紙を重ねて巻くため、亜鉛缶や減極剤(二酸化マンガン)の容積が小さくなり、容量も小さくなっていた。なお、現在はブリキ製の金属外装が主流で、マイナス極もニッケルメッキした金属板に覆われており、かつ金属外装の下にPVCの熱収縮チューブを用いて亜鉛缶を絶縁も兼ねて覆っており、液漏れしにくくなっている(液漏れを完全に防止できるわけではない)。ただし、安価なものでは他の外装を施しているものが多い。
金属外装や紙巻外装の他に、以下の外装がある。
- PVC熱収縮外装:単4や単5にみられる。金属外装では容量を増加させることができないため、印刷した熱収縮フィルムを亜鉛缶に巻くことで容量増加を図ったもの。
- シール外装:単3、単4、単5にみられる。アルカリ乾電池のような粘着性のシールを用いた外装で、目的は上記と同じである。
- 樹脂外装:現在は3R12や4R25（ランタンバッテリー）など、一部の電池にしか使われていない。亜鉛缶をABS樹脂や軟質ビニル樹脂で覆ったもの。

## 電圧
- 公称電圧：1.5V（円筒形） / 9.0V（6F22）
- 初期電圧：1.6V（円筒形） / 9.6V（6F22）
- 終止電圧：約0.85 - 0.9V（円筒形）

## 一般的な規格形式
形状により形式が分けられている。
| JIS/IEC規格（国際規格） | 日本での一般的な呼称 | 米国での一般的な呼称 | 直径          | 高さ   |
| ----------------------- | -------------------- | -------------------- | ------------- | ------ |
| R20                     | 単1形                | Dサイズ              | 34.2mm        | 61.5mm |
| R14                     | 単2形                | Cサイズ              | 26.2mm        | 50.0mm |
| R6                      | 単3形                | AAサイズ             | 14.5mm        | 50.5mm |
| R03                     | 単4形                | AAAサイズ            | 10.5mm        | 44.5mm |
| R1                      | 単5形                | Nサイズ              | 12.0mm        | 30.2mm |
| R61                     | 単6形                | AAAAサイズ           | 8.0mm         | 42.0mm |
| 6R61                    | 006P形/9V形          | 006P                 | 17.0mm×26.0mm | 48.0mm |
| 6F22                    | 006P形/9V形          | 006P                 | 17.0mm×26.0mm | 48.0mm |

尚、これらは本来はマンガン乾電池に限らないあらゆる乾電池の外形を表すものである。「R」は円筒形を、「F」は角型を表す。これらに電池の種類を表す記号をつけて利用する。マンガン乾電池の場合は特定的に表す記号が無いため、外形記号のみと同じになる。マンガン乾電池が一般的に普及した初めての乾電池だったため、当初は乾電池といえば必ずマンガン乾電池であり、区別の必要が無かったためである。
例えば「R6」（単3形）の前に、アルカリ乾電池を表すLをつけると「LR6」となり単3形アルカリ乾電池を意味するが、特にマンガン乾電池を表す記号が無いため、単に「R6」とした場合は単3形マンガン乾電池を指す。また、「6R61」と「6F22」は使用上の違いは無いが、内部の構造が違っており、「6R61」は円筒形のR61電池6本が、「6F22」は角型のF22電池6個が一体になったものが入っている。しかし現実にはどちらも使用時に区別する必要が無いため、両方の番号を併記したり、6F22に「6R61」と書かれていることも多い。
また末尾には等級区分が付加される。
- S - 標準(standard)　外装色から緑マンガンと称される。東南アジアでよく販売されている。
- C - 高容量(high capacity)　外装色から青マンガンと称される。日本国内では入れ組み用でよく見かける。 General Purpose。
- P - 高出力(high power)　外装色から赤マンガンと称される。欧米ではこのランクが最高である。Heavy Duty。
- PU - 超高性能（持続時間の特性値がPの上位等級であるもの　JIS C 8501のみで規定）日本国内でよく見かけるランクで黒マンガンと称される。Super Heavy Duty。
- なし - 極超高性能 PUを上回るものについては現在、等級区分を付けていない。外装色は金色。事実上、アルカリ乾電池でしか実現しない。末尾の文字の代わりに、先頭に“L”がつく。

単3形の高出力型なら、形式はR6Pとなる。
また、近年は外装金色に相当しない廉価なアルカリ乾電池が登場し、黒外装となっている。日本では特に“金アルカリ”と区分されていないが、日本国外では日本のJIS C 8500を準用する形でPUの等級区分を付加して区別している。例えば単1型の場合、LR20PUとなる。参考

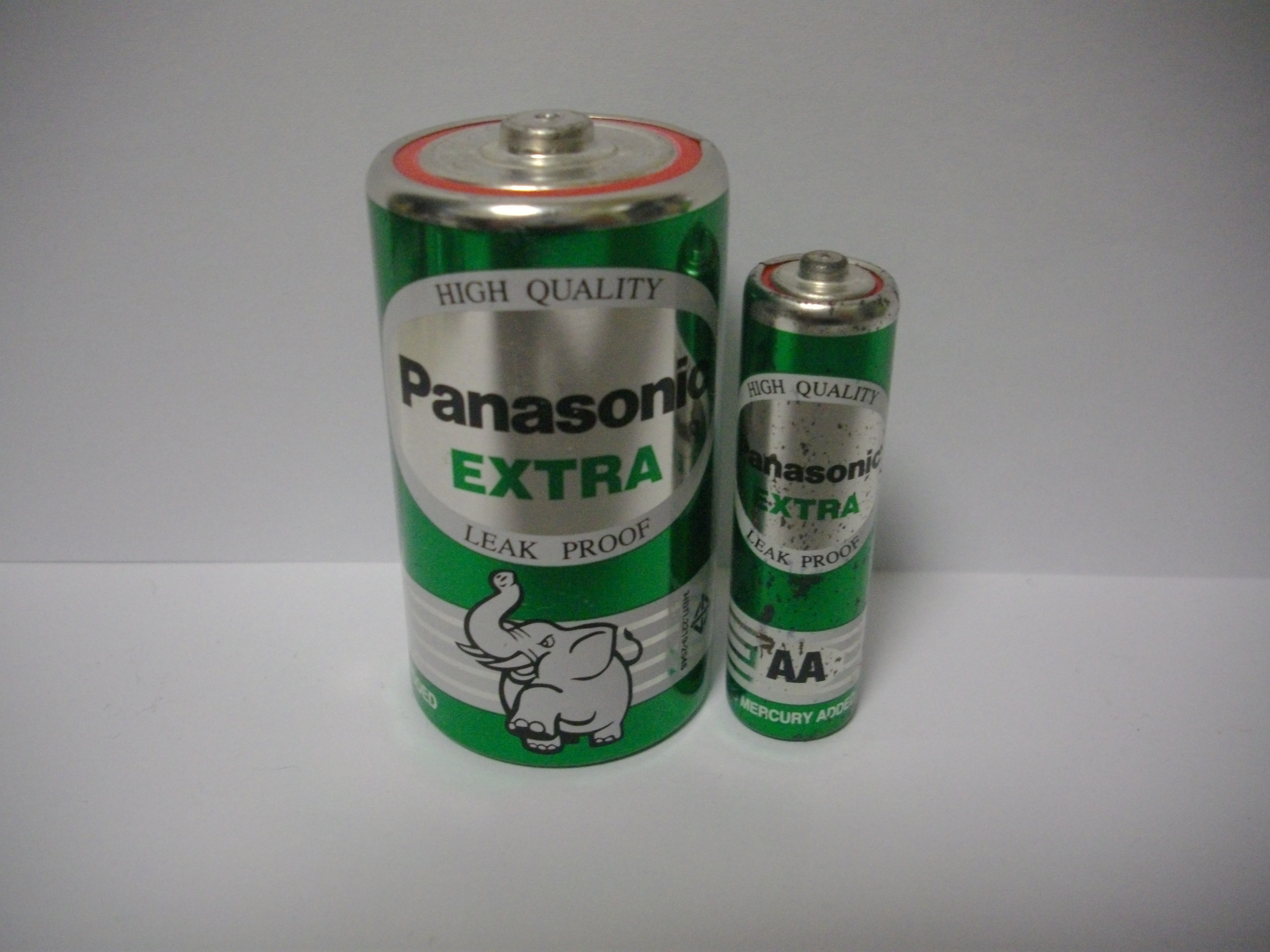
標準 緑マンガン(S)
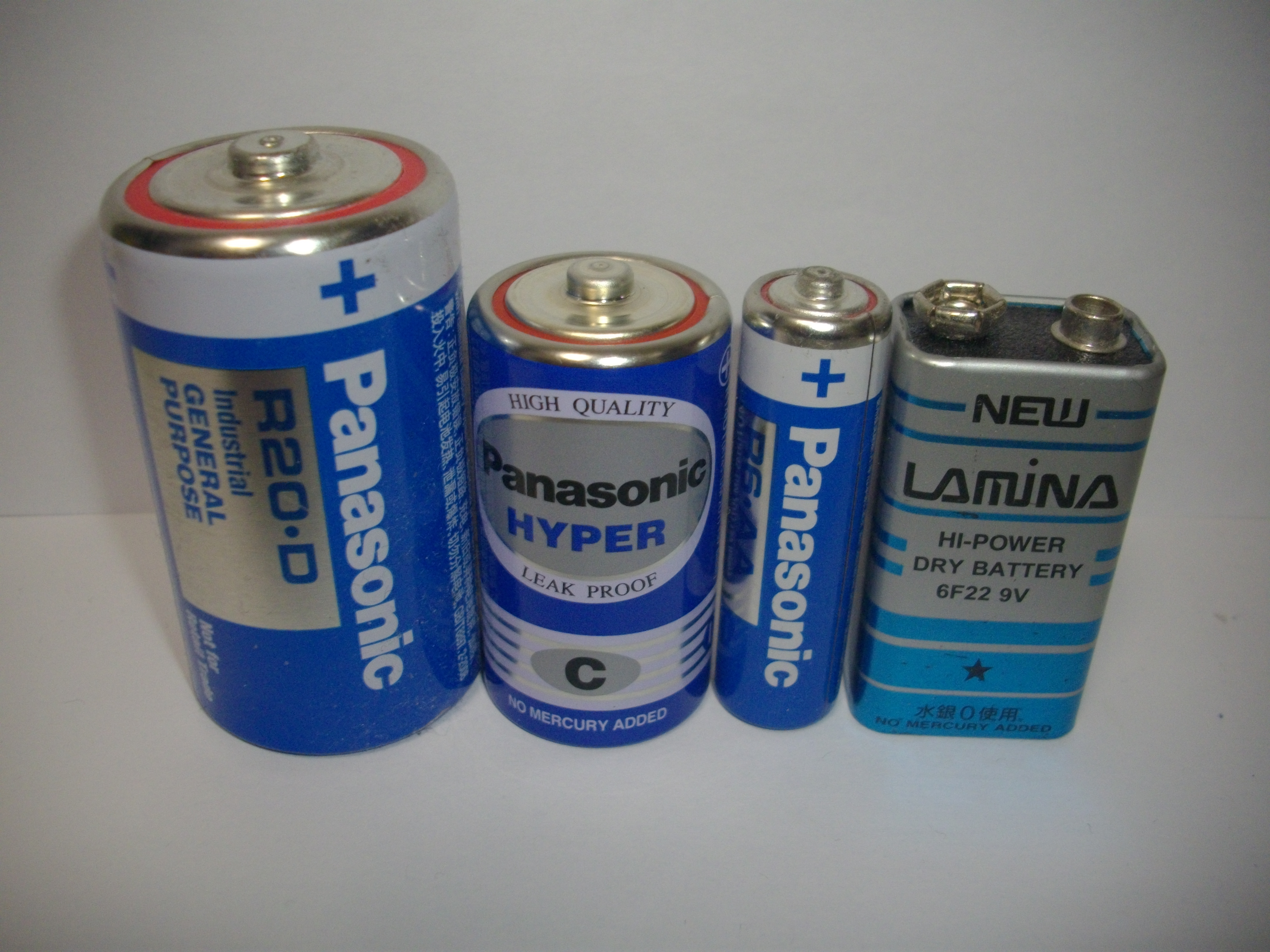
高容量 青マンガン(C)
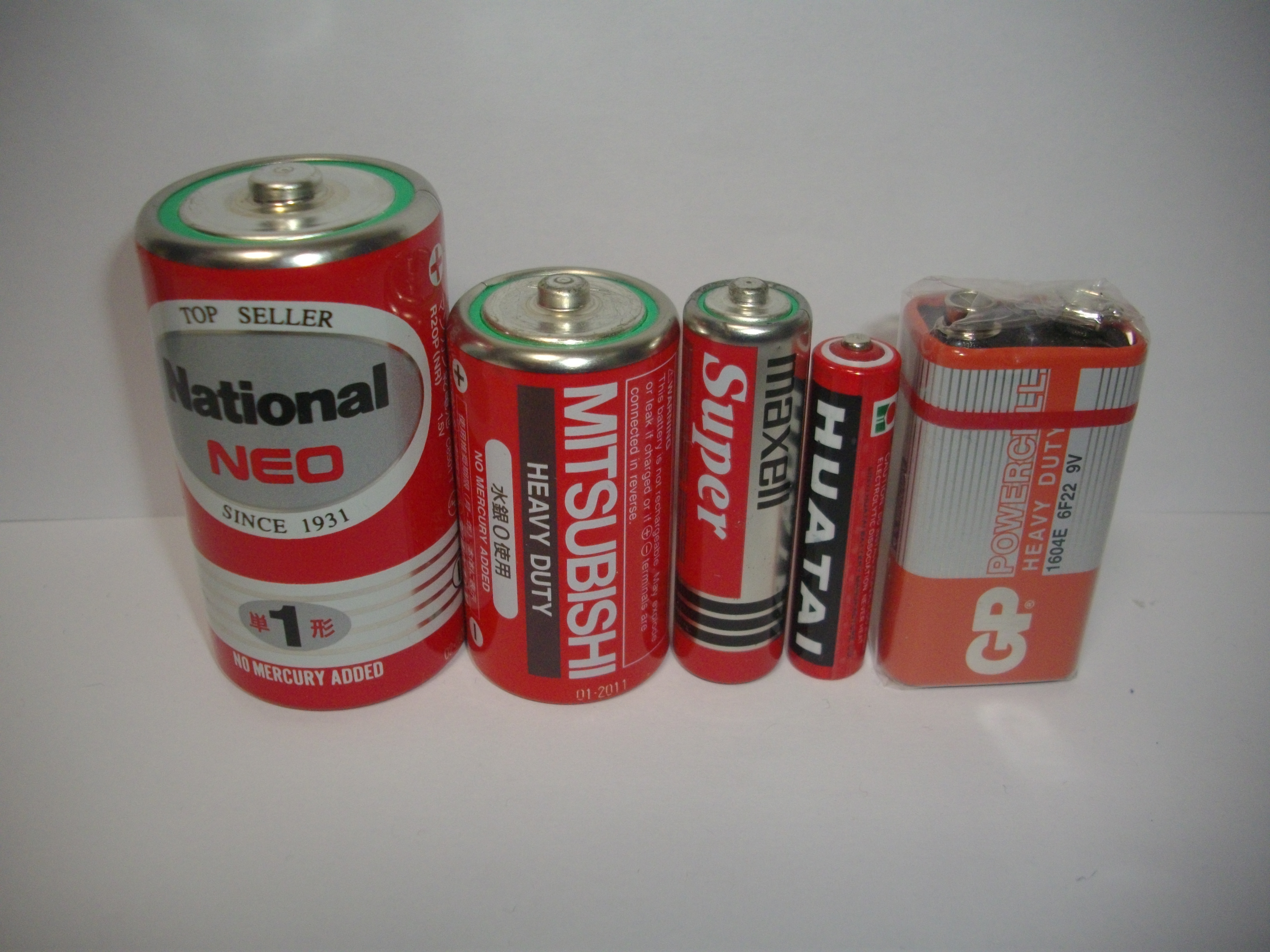
高出力 赤マンガン(P)
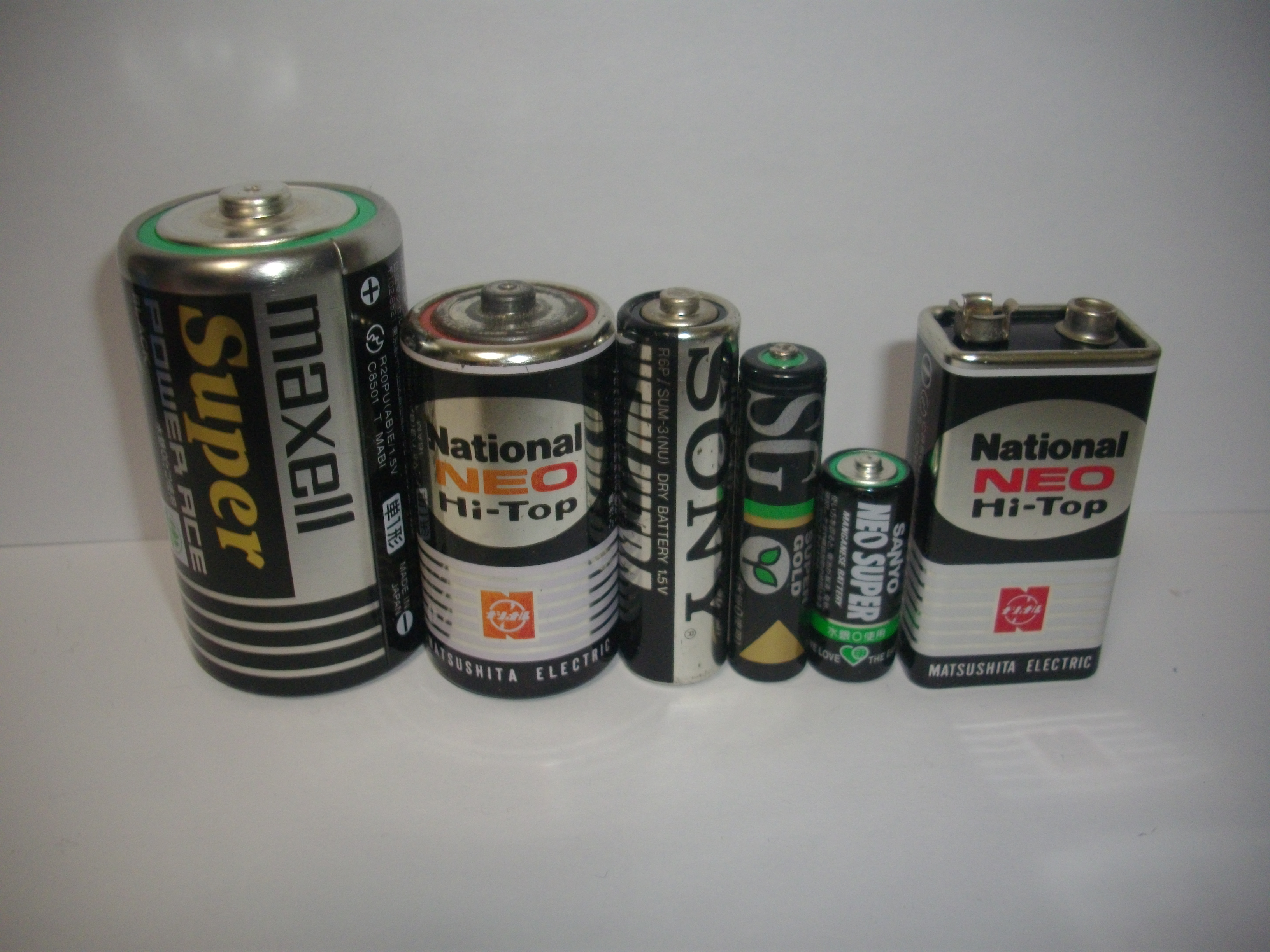
超高性能 黒マンガン(PU)
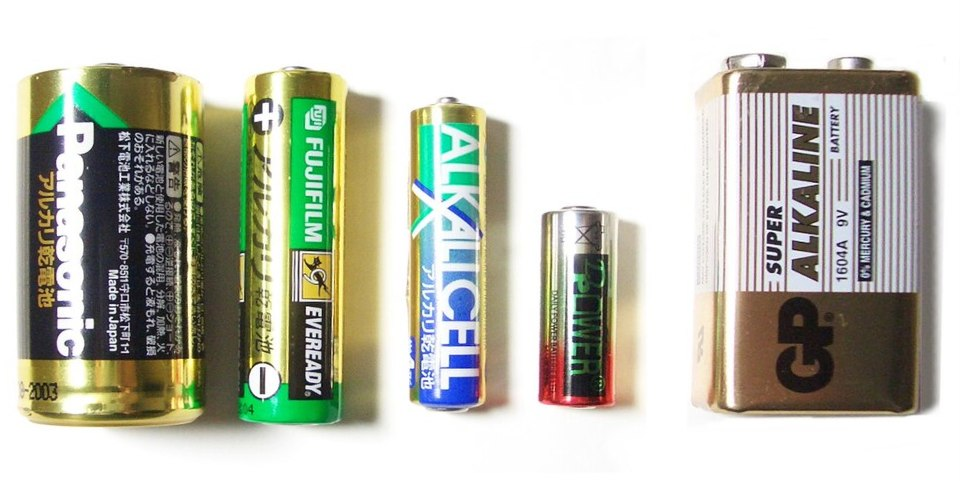
(参考)超々高性能 金アルカリ(LRxx)

## 日本の主なブランド

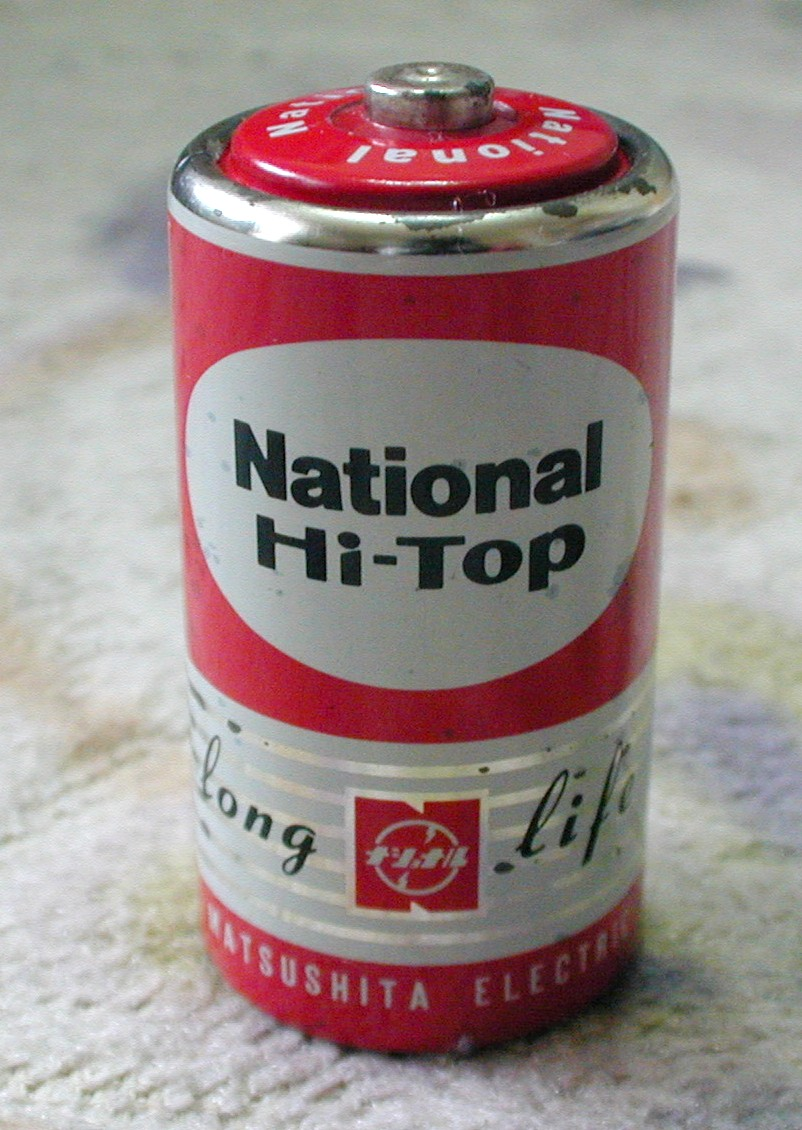
かつてのナショナル（松下電器産業、現パナソニック）の乾電池

- パナソニック : 市販品 NEO 他、OEM専用品で赤マンガン（単4形、単5形除く）、青マンガン（単3形のみ）が存在。ダイソーに提供しているのは非NEOの黒マンガンだが、性能がNEOの80％ほどに落とされていることから、赤マンガン相当とされることもある。
- 東芝ライフスタイル : キングパワークリーク（外装色は緑だが実際は黒相当、中国製）
- FDK : 富士通ブランドで黒マンガンを販売。PB製品も供給している。
- 三菱電機 : SUPER HEAVY DUTY、HEAVY DUTY、通信用乾電池（FM-3J、FM-5J）。100円ショップ専売品は販売終了したが、100円ショップへの赤マンガン(単4のみ黒マンガン)の販売そのものは継続している。

以前は朝日乾電池、三洋電機、ソニー、ユアサ、マクセル等でも生産していたが、現在は撤退している。また、日本国内でのマンガン乾電池生産は2008年（平成20年）3月31日をもって終了している（以後は海外生産のみ）。この関係で、従来の電器店・家電量販店、スーパーマーケット、全国区のコンビニエンスストアは流通経路に乗りにくくなったために店頭から姿を消しつつある一方、ローコストの海外製品を扱うECサイト、100円ショップ、ディスカウントストアなどでは容易に入手することができるため、コンビニエンスストアでもローソンストア100では現在も取り扱っていることが多い。
参考)Amazon.co.jpの検索結果 楽天市場の検索結果 ダイソーの検索結果

## JISの固有符号
マンガン乾電池が日本国内で多く生産されていたとき、JIS C 8501の後に以下のような製造会社の固有符号が付与されていた。この記号によりOEMされた製品でも製造元が判る。
- 東芝 R-O-T、T-T、T-S
- パナソニック(旧 松下電器) MABI、MABI690、T
- マクセル（旧 日立マクセル） M.D.B.7987
- 三菱(製造会社はトーカン。旧東洋高砂電池) T.T.K.
- FDK(旧富士電気化学) FDK
- ソニー S-K

## 使用上の注意点
乾電池を過放電させてしまうと徐々に亜鉛缶が侵されて、ついには穴があき内容物が漏れる（液漏れ）という現象を引き起こすことがある。したがって、長期間乾電池を使用しない場合は使用機器から取り外して液漏れや、液漏れによる機器端子の腐食を防ぐことが望ましい。
3個以上の電池を直列にして使用する場合には、その中のいくつかの極性（+/-）が逆の状態になっていても使用機器が動作することがあり、極性が逆になっている電池には通常と逆方向に電流が流れて内部で異常な化学反応が進行し、破裂・液漏れを引き起こす可能性があるため、特に極性に注意して正しく使うことが望まれる。
乾電池も基本的にはJIS規格品だが、メーカーが異なればその特性も微妙に異なる。万一メーカーの異なる乾電池を混ぜて使用していて乾電池に起因するトラブルがあった場合は、メーカーからの保証が受けられなくなることがある。
日本の家電メーカーのエアコンの液晶リモコンではアルカリ乾電池を推奨していることが多いが、よほど消費電力が大きいものでない限り、マンガン乾電池でも使える(アルカリ乾電池と同じく、消耗時には液晶表示が消える)。
一方、デジタルカメラなど特に高出力を要求する機器では全く使用できないこともある。これらの機器ではアルカリマンガン乾電池をもってしても十分な電力が得られず、CR-V3等を推奨している場合が多い。